# ريجنالد تشيري
ريجنالد تشيري (3 أكتوبر 1901 في المملكة المتحدة - 22 ديسمبر 1938 في نيوزيلندا) (بالإنجليزية: Reginald Cherry)‏ هو لاعب كريكت نيوزلندي.

## وصلات خارجية
- ريجنالد تشيري على موقع إي آس بي آن كريك إنفو (الإنجليزية)